# Johann Friedrich Alexander Thiele

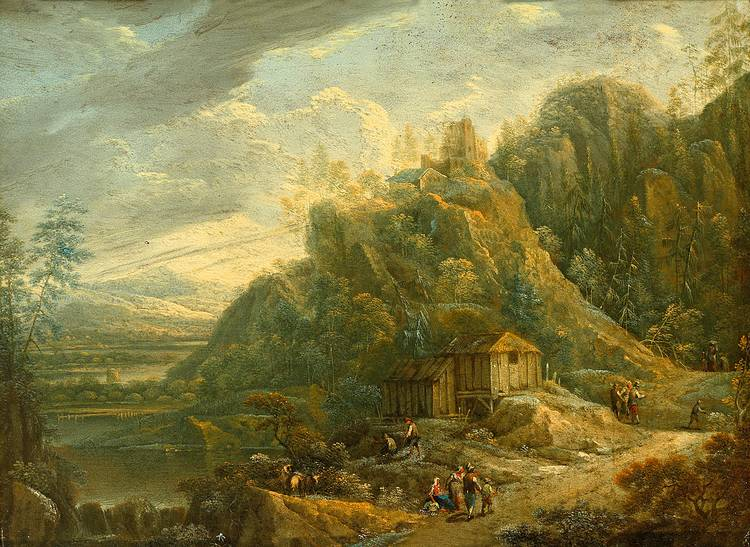
Malerische Flusslandschaft mit Ruinenhügel, alter Mühle und zahlreicher Figurenstaffage

Johann Friedrich Alexander Thiele (* 6. August 1747 in Dresden; † 6. März 1803 ebenda) war ein deutscher Landschaftsmaler und Radierer. Der Sohn von Johann Alexander Thiele (1685–1752) nannte sich zur Unterscheidung von seinem Vater auch „Friedrich Thiele“.

## Leben und Wirken
Thiele erhielt seine künstlerische Ausbildung bei Charles Hutin in Dresden, dem ersten Leiter der Dresdner Kunstakademie, und mit kurfürstlicher Unterstützung bei Joseph Roos in Wien.
1798 erhielt Thiele die Stellung eines Inspectors an der Dresdner Kunstakademie sowie die eines Zeichenmeisters an der dortigen Polizeischule.
Thieles Landschaftsgemälde zeigen hauptsächlich Motive der Dresdner Umgebung.